# 金泳徹
金 泳徹（キム・ヨンチョル、Kim Young-Chul、김영철、1976年6月30日 - ） は、韓国京畿道仁川市(現･仁川広域市)出身の元同国代表サッカー選手。現役時代のポジションはDF（センターバック）。

## 経歴
富鉱小学校、富平同衆学校、富平高等学校、建国大学校を経て、1999年に城南一和に入団した。2008年まで、兵役期間の光州尚武フェニックス転出をのぞき一貫して城南一和天馬に所属し、200試合以上に出場。金相植と並びクラブを代表する選手のひとりであった。同じセンターバックの曺秉局とのコンビで鉄壁の守備を築いていた。
2009年、全南ドラゴンズに移籍した。

## 所属クラブ
- 1999年 - 2008年  城南一和天馬
  - 2003年 - 2004年 → 光州尚武フェニックス（兵役期間）
- 2009年  全南ドラゴンズ
- 2010年 - 2011年  富川FC 1995

## 代表歴

### 出場大会
- 韓国代表
  - 1997年6月14日 - A代表初出場 - ガーナ戦
  - 2006年 ワールドカップドイツ大会（グループリーグ敗退）

### 試合数
- 国際Aマッチ 16試合 1得点（1997年-2006年）[1]

| 韓国代表 | 国際Aマッチ | 国際Aマッチ |
| 年       | 出場        | 得点        |
| -------- | ----------- | ----------- |
| 1997     | 1           | 0           |
| 1998     | 0           | 0           |
| 1999     | 0           | 0           |
| 2000     | 1           | 0           |
| 2001     | 0           | 0           |
| 2002     | 0           | 0           |
| 2003     | 0           | 0           |
| 2004     | 0           | 0           |
| 2005     | 6           | 1           |
| 2006     | 8           | 0           |
| 通算     | 16          | 1           |